# نوکلوو
نوکلوو (به چکی: Neveklov) یک منطقهٔ مسکونی در جمهوری چک است که در ناحیه بنشوو واقع شده‌است. نوکلوو ۲٬۵۰۵ نفر جمعیت دارد.